# 中華褐弄蝶
中華褐弄蝶（学名：Pelopidas sinensis），又名中華穀弄蝶、臺灣褐弄蝶、臺灣褐挵蝶、中華谷挵蝶，为弄蝶科褐弄蝶屬下的一个种。其种加词“sinensis”意为“中华的”。

## 描述
本種略具雌雄差異。雄蝶頭部覆帶黃綠調褐毛，觸角背褐腹白鱗，尖端裸露呈鉤狀。口器褐色；下唇鬚直立，前兩節有毛，末節黃白混褐呈棒狀。胸腹背面褐色，腹面灰白，足淡褐色。
前翅長19-22 mm，呈三角形，外緣略突；後翅扇形，臀區稍突出。翅背褐色，具透明斑，翅基覆黃褐毛。前翅M2、M3、CuA1室各具一斑，斜列，中室末端兩小斑；翅頂R3～R5室各有小點，R5偏外。CuA2室中央有黃白色斜線狀性標。後翅M1、M2、M3、CuA1室各具斑點，排列略錯落。
翅腹面覆黃褐鱗，前翅斑紋近似背面，性標為淡色鱗區。緣毛黃白色。
雌蝶形態與雄蝶相似，翅幅較寬，斑紋更明顯，前翅性標為CuA2室兩個黃白斑。

## 分佈
世界分布於喜馬拉雅地區、中國大陸（西南至華中）、朝鮮半島及臺灣。臺灣主要見於本島中部中低海拔山區，個體稀少。

## 棲地
棲息於常綠闊葉林邊緣，偏好未開發的原始環境，一年可發生多代，除冬季外皆可見成蝶。成蝶飛行強勁快速，具訪花習性，雄蝶有領域行為。幼蟲以禾本科的芒、象草等大型植株為食。